# Караагашты
Караагашты (каз. Қараағашты, до 2018 г. — имени Максима Горького) — село в Тюлькубасском районе Туркестанской области Казахстана. Входит в состав Майлыкентского сельского округа. Код КАТО — 516030300.

## Население
В 1999 году население села составляло 1784 человека (876 мужчин и 908 женщин). По данным переписи 2009 года, в селе проживало 1857 человек (917 мужчин и 940 женщин).